# Регданвимаб
Регданвимаб — человеческое моноклональное антитело компании Celltrion, исследуемое в качестве лекарства от COVID-19. Антитело направлено против шипового белка SARS-CoV-2.
В марте 2021 года Комитет по лекарственным средствам человека (CHMP) Европейского агентства по лекарственным средствам (EMA) начал непрерывный обзор данных по регданвимабу. В октябре 2021 года EMA начало рассмотрение заявки на получение разрешения на продажу моноклонального антитела регданвимаб (Регкирона) для лечения взрослых с COVID-19, которым не требуется дополнительная кислородная терапия и которые имеют повышенный риск развития тяжелой формы COVID 19. Заявителем является компания Celltrion Healthcare Hungary Kft.
Европейское агентство по лекарственным средствам (EMA) пришло к выводу, что регданвимаб можно использовать для лечения подтвержденного COVID-19 у взрослых, которым не требуется дополнительная кислородная терапия и которые имеют высокий риск прогрессирования до тяжелой формы COVID-19. Лекарство вводят вливанием (капельно) в вену.